# Hieracium deleniens
Hieracium deleniens es una especie de planta con flor del género Hieracium, de la familia Asteraceae, orden Asterales.

## Distribución
Hieracium deleniens se distribuye por Noruega.

## Taxonomía
Fue descrita científicamente por Omang. Fue publicada en Nyt Mag. Naturvidensk.